# Zach McKinstry
Zachary McKinstry (Toledo, Ohio, 29 de abril de 1995), más conocido como Zach McKinstry, es un jugador profesional estadounidense de béisbol que se desempeña en la posición de campocorto en Detroit Tigers, equipo de las Grandes Ligas de Béisbol (MLB).

## Carrera
McKinstry hizo su debut en la MLB con el equipo Los Angeles Dodgers, en el cual jugó tres temporadas (2020-2022), después pasó a Chicago Cubs (2022), posteriormente a Detroit Tigers, donde lleva jugando dos temporadas.